# Micropsectra fossarum
Micropsectra fossarum är en tvåvingeart som först beskrevs av Tokunaga 1938.  Micropsectra fossarum ingår i släktet Micropsectra och familjen fjädermyggor. Inga underarter finns listade i Catalogue of Life.